# Hypo Tirol Innsbrück
Le Hypo Tirol Innsbruck est un club de volley-ball autrichien fondé en 1997 et basé à Innsbruck, et évoluant au plus haut niveau national (aon Volley League).

## Historique
- En 1999, le club se renomme en Hagebau Tirol Volleyballteam
- En 2001, le club se renomme en VT Tirol Wesserkraft
- En 2004, le club se renomme en Hypo Tirol Innsbrück

## Palmarès
- MEVZA (3)
  - Vainqueur : 2009, 2012, 2015
  - Finaliste : 2006, 2008, 2011, 2016
- Championnat d'Autriche (9)
  - Vainqueur : 2005, 2006, 2009, 2010, 2011, 2012, 2014, 2015, 2016
  - Finaliste : 2007, 2008, 2013
- Coupe d'Autriche (5)
  - Vainqueur : 2004, 2005, 2006, 2008, 2014

## Entraîneurs
- 2000-2003 :  Štefan Chrtiansky
- 2004-2005 :  Emanuele Zanini
- 2005-2006 :  Sergiu-Alin Ilies
- 2011-2020 :  Štefan Chrtiansky

## Saison 2013-2014
| No                                      | Nom                                     | Date de naissance                       | Taille                       | Poids                        | Poste                        |
| --------------------------------------- | --------------------------------------- | --------------------------------------- | ---------------------------- | ---------------------------- | ---------------------------- |
| 2                                       | Erik Shoji                              | 24 août 1989                            | 183                          | 73                           | Libero                       |
| 3                                       | Michal Rak                              | 14 août 1979                            | 205                          | 95                           | Central                      |
| 4                                       | Jānis Pēda                              | 18 mai 1985                             | 198                          | 87                           | Réceptionneur-attaquant      |
| 7                                       | Lorenz Koraimann                        | 7 mai 1993                              | 200                          | 88                           | Réceptionneur-attaquant      |
| 8                                       | Alexander Tusch                         | 19 novembre 1992                        | 187                          | 82                           | Passeur                      |
| 9                                       | Tamás Kaszap                            | 21 mars 1993                            | 198                          | 92                           | Passeur                      |
| 10                                      | Andrew Hein                             | 1er juillet 1984                        | 211                          | 100                          | Central                      |
| 11                                      | Pedro Francês                           |                                         | 207                          |                              | Central                      |
| 12                                      | Alexander Berger                        | 29 septembre 1988                       | 193                          | 86                           | Réceptionneur-attaquant      |
| 13                                      | Ronald Jiménez                          | 9 janvier 1990                          | 200                          | 89                           | Attaquant                    |
| 14                                      | Douglas da Silva                        | 24 septembre 1983                       | 203                          | 90                           | Central                      |
| 15                                      | Niklas Kronthaler                       | 14 mai 1994                             | 190                          | 86                           | Réceptionneur-attaquant      |
| 16                                      | Martin Ermacora                         | 11 avril 1994                           | 205                          | 94                           | Attaquant                    |
| 17                                      | Alexander Harthaller                    | 17 août 1994                            | 193                          | 82                           | Réceptionneur-attaquant      |
|                                         |                                         |                                         |                              |                              |                              |
| Encadrement technique                   | Encadrement technique                   |                                         | Légende                      | Légende                      | Légende                      |
| Entraîneur : Stefan Chrtianský          | Entraîneur : Stefan Chrtianský          | Entraîneur : Stefan Chrtianský          | : Capitaine                  | : Capitaine                  | : Capitaine                  |
| Entraîneur(s) adjoint(s) : Daniel Găvan | Entraîneur(s) adjoint(s) : Daniel Găvan | Entraîneur(s) adjoint(s) : Daniel Găvan | : Joueur blessé actuellement | : Joueur blessé actuellement | : Joueur blessé actuellement |
| Manager général : Hannes Kronthaler     |                                         |                                         |                              |                              |                              |

| Équipe type : Hypo Tirol Innsbrück                                                                 |
| \| Kaszap · # 9 Pēda · # 4 Hein · # 10 Jiménez · # 13 Berger · # 12 da Silva · # 14 Shoji · # 2 \| |
| Kaszap · # 9 Pēda · # 4 Hein · # 10 Jiménez · # 13 Berger · # 12 da Silva · # 14 Shoji · # 2       |

| Kaszap · # 9 Pēda · # 4 Hein · # 10 Jiménez · # 13 Berger · # 12 da Silva · # 14 Shoji · # 2 |

## Joueurs majeurs
- Nico Freriks  Pays-Bas (passeur, 1,91 m)
- Daniel Gavan  Roumanie (central, 2,02 m)
- Oleksandr Shadchin  Italie/ Ukraine (réceptionneur-attaquant, 2,03 m)
- Julius Sabo  Slovaquie (central, 2,07 m)
- Jan Svoboda  République tchèque (pointu, 2,02 m)